# Concattedrale di Santa Maria Assunta (Lacedonia)
La chiesa di Santa Maria Assunta è il duomo di Lacedonia e concattedrale della diocesi di Ariano Irpino-Lacedonia.

## Storia
La chiesa fu costruita verso la fine del XVII secolo, mentre la cittadina attraversava una grave crisi sismica (il terremoto del 1694 rase quasi completamente al suolo il borgo di Lacedonia). I lavori, voluti dal vescovo Gian Battista La Morea, iniziarono con la posa della prima pietra il 28 settembre 1689 e furono portati a termine nel 1709. Come ricorda una lapide murata all'interno, la cattedrale fu consacrata il 19 ottobre 1766 dal vescovo Nicola D'Amato, a cui si deve anche la decorazione interna dell'edificio e la sua elevazione a basilica. Inizialmente a una sola navata, nel 1860 furono aggiunte le due navate laterali. Danneggiata dai terremoti del luglio 1930 e del novembre 1980, è stata restaurata con alcune modifiche alle strutture.

## Descrizione
La facciata si presenta nella sua forma a capanna, con bel portale centrale in pietra, e affiancata da una torre campanaria in travertino, edificata nel 1751. L'interno, a tre navate, conserva opere del Seicento e del Settecento. L'opera certamente più significativa è un altare ligneo del Cinquecento su cui è dipinto un trittico di pregevole fattura, ma di attribuzione incerta: nel XIX secolo esso fu attribuito ad Andrea Sabatini da Salerno, mentre dopo gli ultimi restauri è stato attribuito ad Antoniazzo Romano o ad un allievo della sua scuola. Il trittico si compone, nella sua parte centrale, della figura della Madonna benedicente che tiene una rondine nella sua mano sinistra, mentre ai suoi lati vi sono le figure dei santi Pietro, Giovanni Battista, Michele e Nicola. Le figure dei santi hanno subito il trasporto su tela nel corso dell'Ottocento.